# هان سورينسن
هان سورينسن (19 يوليو 1975 - ) هي لاعبة كريكت دانمركية. شاركت مع منتخب الدنمارك الوطني للكريكت.